# Lommagölen (Rödeby socken, Blekinge)
Lommagölen är en sjö i Karlskrona kommun i Blekinge och ingår i Lyckebyåns huvudavrinningsområde.